# ساحة حديقة

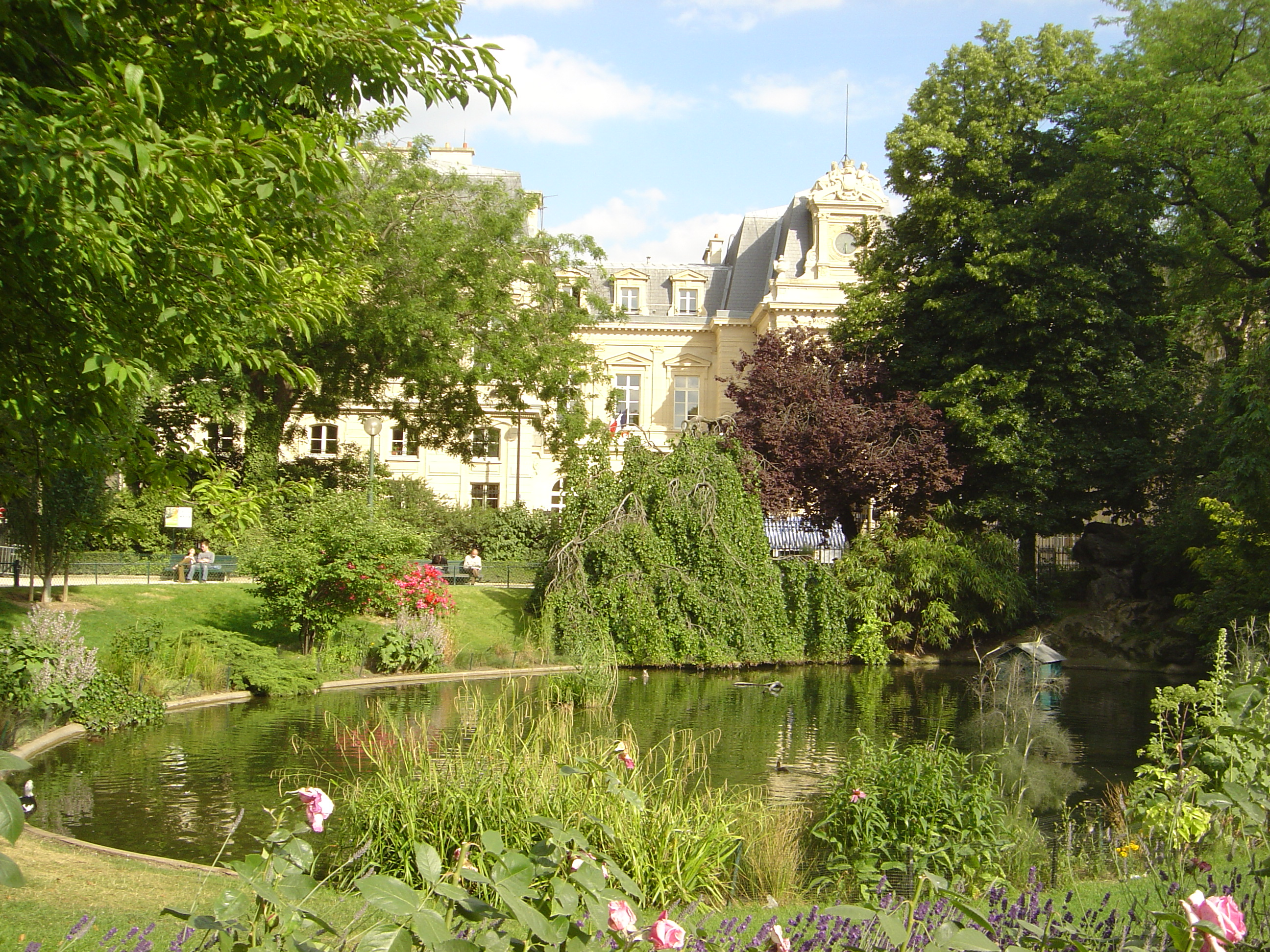

ساحة حديقة هي ساحة مفتوحة بين المباني المحيطة بالحديقة، وتقع غالبا في المناطق المتحضرة والراقية. هناك العديد من ساحات الحدائق في لندن، إنجلترا، على سبيل المثال. الملكيات الكبيرة في لندن مثل الحوزة بيدفورد في بلومزبري، تحوي ساحات الحدائق في مبانيها. وبالأصل كانت الحدائق بمثابة شيء خاص لسكان المنازل في الساحة. بعضها تبقى خاصة، والبعض الآخر هي الآن مفتوحة للجمهور، وتكون الحدائق الصغيرة من نصيبهم.  وقد تكون هناك رسوم لجمع أموال لصيانة حديقة في ساحة حديقة,عادة ما يتم تعيين مسؤول سنويا من قبل لجنة الحديقة، ومع ذلك فهي ليست فقط ظاهرة بريطانية، حيث أن مكان قصر الفوج في باريس وساحة دي ميوس وساحة اوربان في بروكسل المعرض.
يتم فتح الحدائق الخاصة في الساحات أحيانا للجمهور على أساس مؤقت.